# New England Patriots 1998
La stagione 1998 dei New England Patriots è stata la 29ª della franchigia nella National Football League, la 39ª complessiva e la seconda con Pete Carroll come capo-allenatore. Con un record di 9-7 finirono al quarto posto della division ma fu sufficiente per qualificarsi per l'ultimo posto nei playoff, dove furono eliminati dai Jaguars nel primo turno.

## Calendario

### Stagione regolare
| Turno | Data               | Avversario             | Risultato          | TV ora             | Pubblico |
| ----- | ------------------ | ---------------------- | ------------------ | ------------------ | -------- |
| 1     | 7/9/1998           | at Denver Broncos      | S 27–21            | ABC 9:00 pm        | 74,745   |
| 2     | 13/9/1998          | Indianapolis Colts     | V 29–6             | ESPN 8:15 pm       | 60,068   |
| 3     | 20/9/1998          | Tennessee Oilers       | V 27–16            | CBS 1:00 pm        | 59,973   |
| 4     | Settimana di pausa | Settimana di pausa     | Settimana di pausa | Settimana di pausa |          |
| 5     | 4/10/1998          | at New Orleans Saints  | V 30–27            | CBS 1:00 pm        | 56,172   |
| 6     | 11/10/1998         | Kansas City Chiefs     | V 40–10            | CBS 1:00 pm        | 59,749   |
| 7     | 19/10/1998         | New York Jets          | S 24–14            | ABC 9:00 pm        | 60,062   |
| 8     | 25/10/1998         | at Miami Dolphins      | S 12–9             | CBS 1:00 pm        | 73,973   |
| 9     | 1/11/1998          | at Indianapolis Colts  | V 21–16            | CBS 1:00 pm        | 58,056   |
| 10    | 8/11/1998          | Atlanta Falcons        | S 41–10            | FOX 1:00 pm        | 59,790   |
| 11    | 15/11/1998         | at Buffalo Bills       | S 13–10            | CBS 1:00 pm        | 72,020   |
| 12    | 23/11/1998         | Miami Dolphins         | V 26–23            | ABC 9:00 pm        | 58,729   |
| 13    | 29/11/1998         | Buffalo Bills          | V 25–21            | CBS 4:15 pm        | 58,304   |
| 14    | 6/12/1998          | at Pittsburgh Steelers | V 23–9             | CBS 4:15 pm        | 58,632   |
| 15    | 13/12/1998         | at St. Louis Rams      | S 32–18            | CBS 1:00 pm        | 48,946   |
| 16    | 20/12/1998         | San Francisco 49ers    | V 24–21            | FOX 1:00 pm        | 59,153   |
| 17    | 27/12/1998         | at New York Jets       | S 31–10            | CBS 1:00 pm        | 74,302   |

### Playoff
| Turno    | Data     | Avversario              | Risultato |
| -------- | -------- | ----------------------- | --------- |
| Wildcard | 3/1/1999 | at Jacksonville Jaguars | S 25–10   |